# Lingua munsee

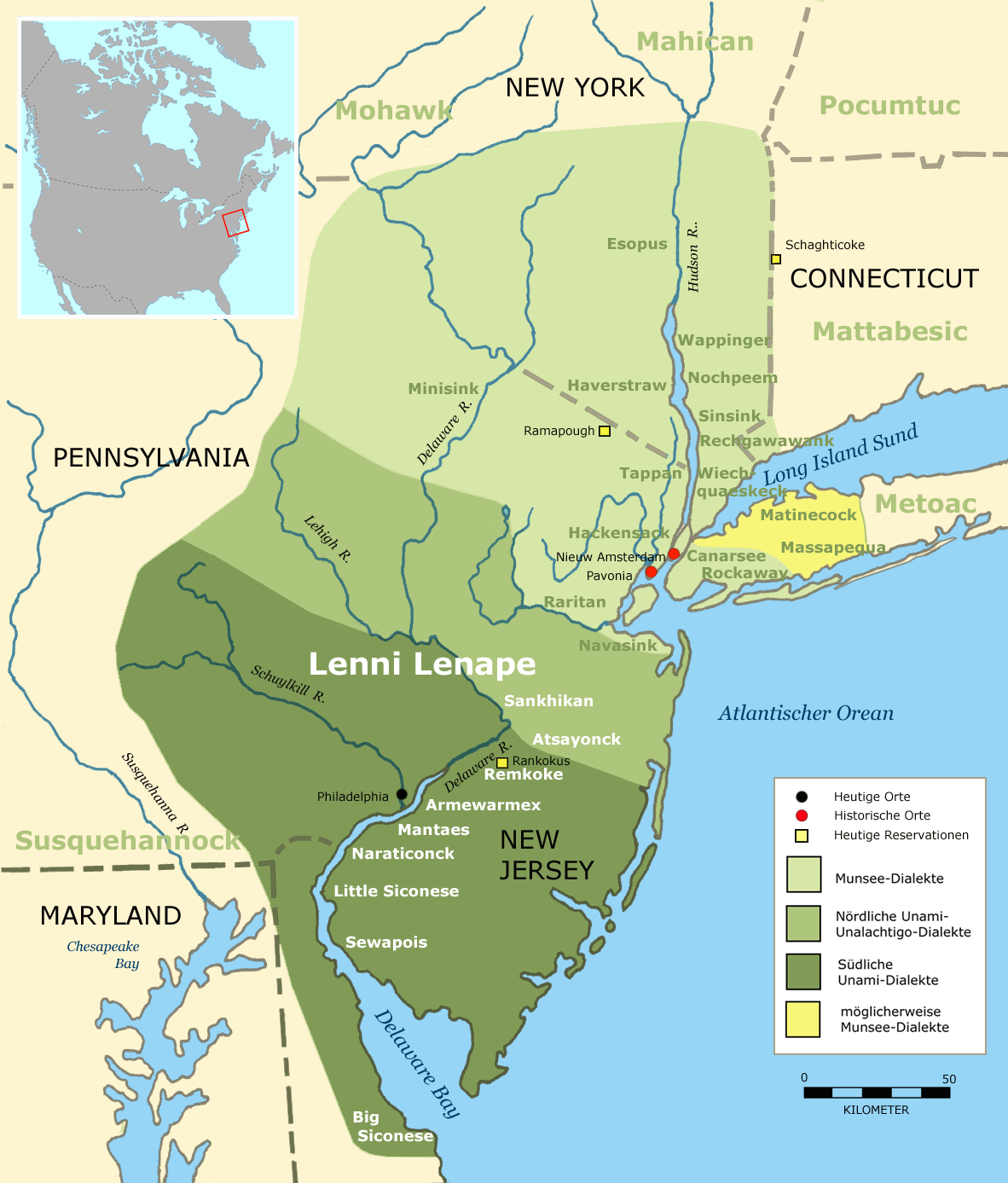
Carta indicante le frontiere aborigene dei territori dei Delaware. Il territorio Munsee è la zona più chiara al Nord, il territorio Unami è al Sud.

La lingua munsee (conosciuta anche con il nome di Delaware o Delaware dell'Ontario) è uno dei due sottolinguaggi della lingua delaware (o Lenape o Lunaapeew). Appartenente alla famiglia delle lingue algonchine era parlata dai nativi americani  stanziati negli attuali stati di New York e Pennsylvania. Lingua in via di estinzione, sopravvive tra pochi anziani della riserva indiana di Moravian (Ontario, Canada).
La lingua è molto simile alla lingua unami (ormai estinta), tanto che la maggior parte degli studiosi considera le due lingue come dialetti della lingua delaware, presi insieme con il mohicano, secondo alcuni linguisti, costituirebbero il gruppo delle lingue delawaran.